# Eugène III de Tolède
Pour les articles homonymes, voir Saint Eugène.
Eugène III de Tolède (mort en 657 à Tolède), est un évêque, écrivain et poète espagnol de l'époque wisigothique. Il est l'un des Pères de l'Église d'origine hispanique.  

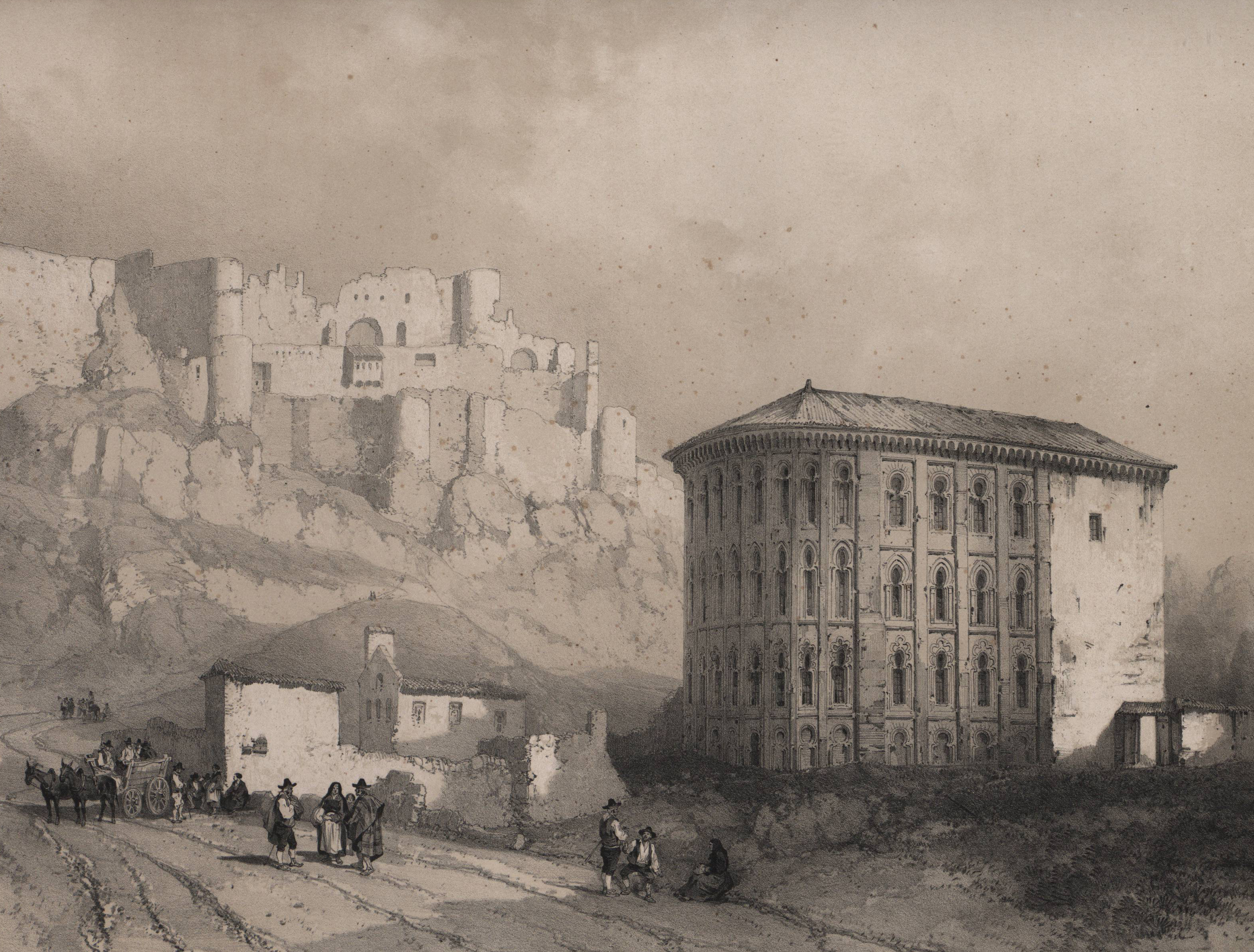
L' à Tolède construit sur les vestiges de la basilique Sainte-Léocadie où fut déposé le corps de saint Eugène III, gravure de Jenaro Pérez Villaamil (1850).

## Biographie
Ses poèmes - il a été appelé "Le Poète" - et les témoignages de saint Ildefonse, en plus d'un récit martyrologique du IXe siècle, sont les principales sources connues de sa biographie. Il a été instruit par Helladius de Tolède (en), et plus tard, attiré par la renommée culturelle de Saragosse, il y rejoignit le monastère de Sainte-Engrâce. Il y fut un disciple de saint Braule, l'un des hommes les plus instruits de son temps. Il a réussi à fusionner les enseignements de son maître avec celui de saint Isidore de Séville.
Eugène fut nommé archidiacre par saint Braule, après que celui-ci eut été nommé évêque de Saragosse en 626. En 649, il devint archevêque de Tolède, nommé par le roi wisigoth Chindaswinth. Pendant sa charge épiscopale il célébra la culture, fut un promoteur de la musique sacrée et assura la présidence des VIIIe, IXe et Xe conciles de Tolède.
Son activité littéraire consiste en des ouvrages sur la théologie, des lettres et des poèmes. Parmi ses poésies figurent le Libellus diversi carminis mètres, ainsi que le Lamentum de adventu propriae senectutis, réflexion sur la vieillesse, le passage du temps et la cruauté de la mort.
Eugène enseigna la grammaire et les Saintes Écritures, et fut le conseiller des rois Chindaswinth et Recceswinth. Il a formé le futur évêque saint Julien de Tolède.
Il révisera les hexamètres de Dracontius, et composera l'épitaphe de la reine Réciberge.
Il prit une part active à la conversion des Juifs.  
Eugène mourut en 657 à Tolède, et fut enterré dans la basilique wisigothique Sainte-Léocadie. Un récit martyrologique relatif à sa vie a été composé au milieu du IXe siècle par un auteur anonyme. Saint Ildefonse de Tolède lui succéda.
Saint Eugène III de Tolède, fêté le 13 novembre est à distinguer des évêques de Tolède saint Eugène Ier de Tolède (premier évêque de Tolède, probablement du IIIe siècle) lequel est fêté le 15 novembre ainsi que d'Eugène II (ayant siégé de 636 à 646).

## Source
- (es) Cet article est partiellement ou en totalité issu de l’article de Wikipédia en espagnol intitulé « Eugenio de Toledo » (voir la liste des auteurs).